# Hintergrundstrahlung

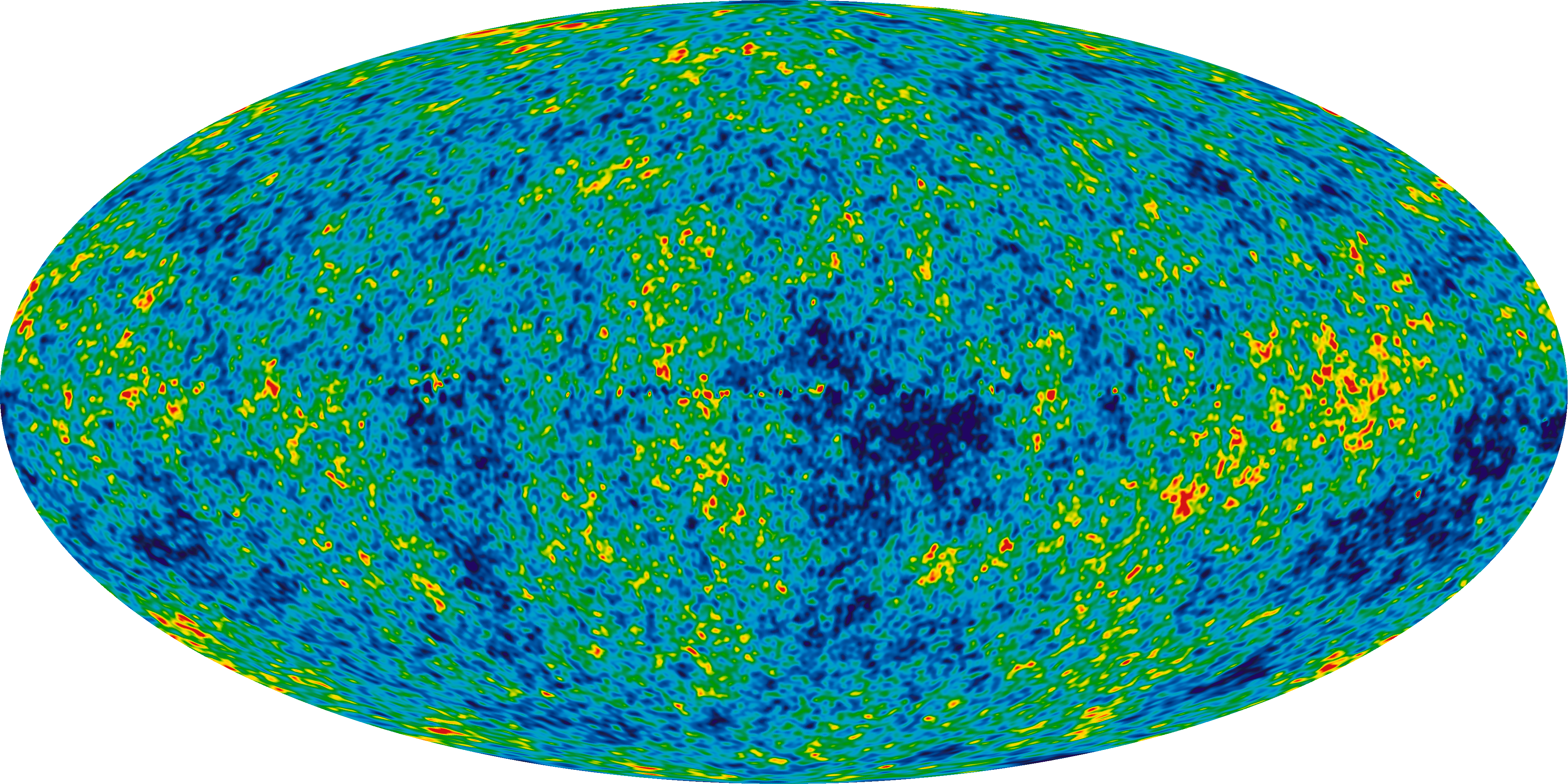
Temperaturschwankungen in der Hintergrundstrahlung, aufgenommen durch die Raumsonde WMAP (Mission 2001–2010)

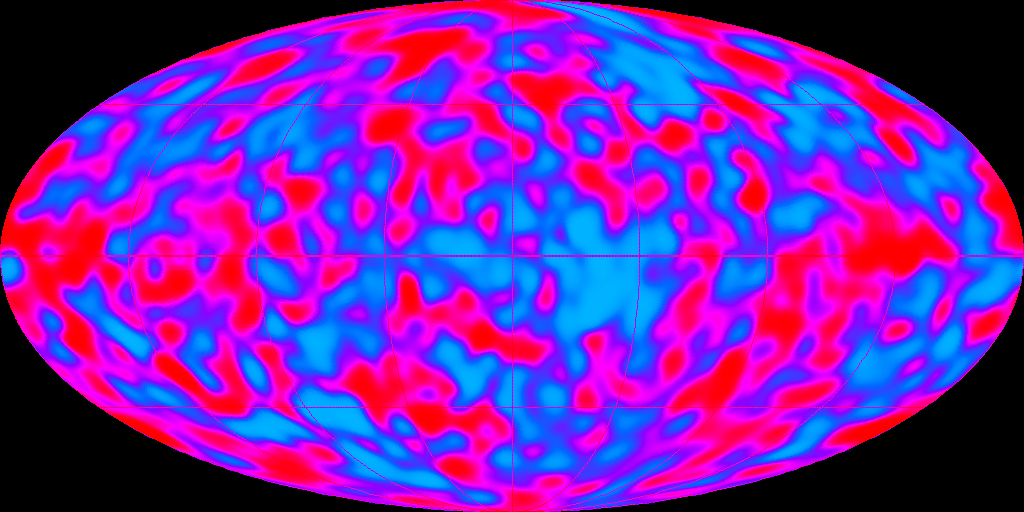
Temperaturschwankungen in der Hintergrundstrahlung, aufgenommen durch den Satelliten COBE (Mission 1989–1993)

Die Hintergrundstrahlung, genauer kosmische Mikrowellenhintergrundstrahlung, englisch cosmic microwave background (CMB), wegen ihrer niedrigen Temperatur bzw. Energiedichte auch Drei-Kelvin-Strahlung genannt, ist eine das ganze Universum erfüllende, nahezu isotrope Strahlung im Mikrowellenbereich, die kurz nach dem Urknall entstanden ist. Sie hat eine herausragende Bedeutung für die physikalische Kosmologie, da sie als Beleg für die Urknalltheorie (Standardmodell) gilt.
Die kosmische Hintergrundstrahlung ist nicht zu verwechseln mit der kosmischen Strahlung.

## Theorie
Nach dem Urknall standen Strahlung und Materie zunächst im thermischen Gleichgewicht. Infolge der Expansion des Universums sanken die Temperatur und die Dichte des gekoppelten Strahlung-Materie-Gemisches mit der Zeit. Schließlich konnten nach etwa 380.000 Jahren, bei einer Temperatur von etwa 3000 Kelvin, Protonen und Elektronen elektrisch neutralen Wasserstoff bilden, was in der Physik als Rekombination bezeichnet wird. Weil nun freie Elektronen und Protonen fehlten, konnte die Strahlung nicht mehr durch Thomson-Streuung von Photonen mit der Materie wechselwirken – das Universum wurde „durchsichtig“. Aus dieser Zeit, der Rekombinationsepoche, stammt die kosmische Mikrowellenstrahlung. Sie wurde zum Zeitpunkt ihrer Entstehung im sichtbaren Spektrum ausgestrahlt.
Die weitergehende Expansion des Universums verursachte durch die Dehnung der Raumzeit auch eine Dehnung der Wellenlänge der vorhandenen Photonen, also eine Rotverschiebung. Wir beobachten daher diese Photonen heute als kosmische Hintergrundstrahlung im Mikrowellenbereich. Sie ist in jeder Richtung des Himmels auf normalen Skalen in etwa gleichförmig und nicht durch Überlagerung einzelner Quellen wie Galaxien entstanden.
Die Strahlung hat als Folge des thermischen Gleichgewichts vor der Rekombination das fast perfekte Intensitätsspektrum eines Schwarzen Körpers (auch Schwarzkörperstrahlung genannt) mit einer Temperatur von heute 2,725 (± 0,002) Kelvin.
Einer kosmologischen Modellrechnung zufolge beträgt die Rotverschiebung der Hintergrundstrahlung z = 1089 ± 1, und jeder Kubikzentimeter des Vakuums des heutigen Weltraums enthält durchschnittlich 400 Photonen der Hintergrundstrahlung.

## Geschichte

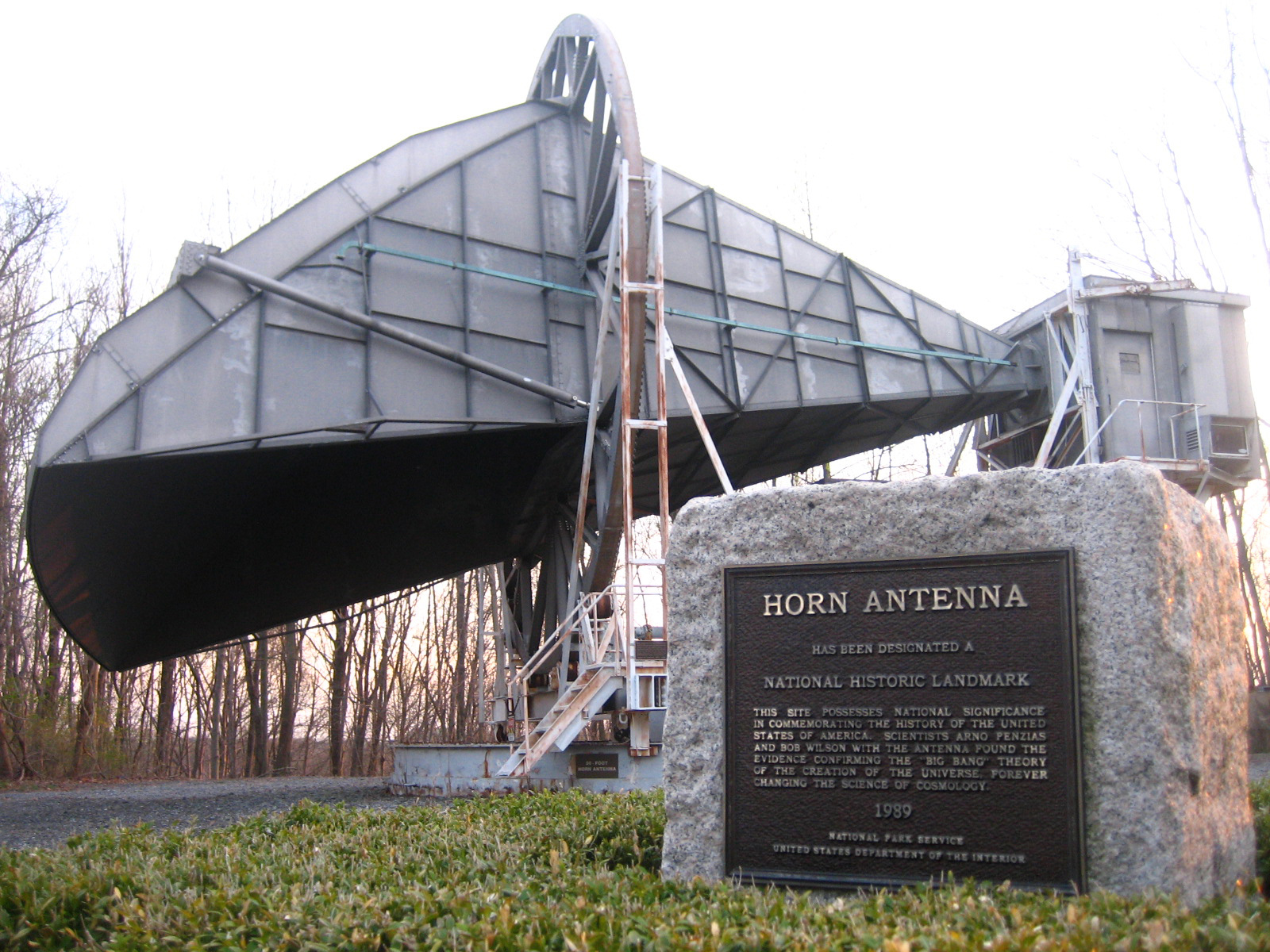
Hornstrahler-Antenne der „Bell Labs’“ in Holmdel, New Jersey (USA), wo 1964 die vorhergesagte Mikrowellenstrahlung als Störsignal empfangen wurde

Eine Strahlung aus dem intergalaktischen Raum mit 2,8 K wurde bereits 1933 von Erich Regener vorhergesagt.
Als Folge eines Urknalls wurde sie erst in den 1940ern von George Gamow, Ralph Alpher und Robert Herman mit höheren Werten postuliert. Die Entdeckung erfolgte aber zufällig 1964 durch Arno Penzias und Robert Woodrow Wilson beim Test einer neuen empfindlichen Antenne, die für Experimente mit künstlichen Erdsatelliten gebaut worden war. In derselben Ausgabe des Astrophysical Journal, in der Penzias und Wilson ihre Ergebnisse veröffentlichten, interpretierten Robert Henry Dicke u. a. die Entdeckung bereits als kosmische Schwarzkörperstrahlung, in einer Arbeit, in der sie ihrerseits die Vorbereitung eines ähnlichen Experiments (bei anderen Wellenlängen) bekanntgaben, bei dem ihnen Penzias und Wilson zuvorgekommen waren. Penzias und Wilson erhielten für diese Entdeckung 1978 den Physiknobelpreis.
Hinweise auf die Hintergrundstrahlung fand schon Andrew McKellar 1940/1941 am Mount-Wilson-Observatorium, indem er die Temperatur des Rotationsspektrums von CN-Molekülen im interstellaren Medium bestimmte. Seine Entdeckung fand sogar ihren Weg in das bekannte Lehrbuch Spectra of Diatomic Molecules (1950) von Gerhard Herzberg, die Tragweite der Entdeckung erkannten aber beide nicht.
Auch in der UdSSR wurde von Doroschkewitsch und Nowikow 1964 ein Vorschlag zur Beobachtung der Reliktstrahlung gemacht.

## Messungen

Durch den Satelliten COBE gemessenes Spektrum (Intensität als Funktion der Wellenzahl) der kosmischen Mikrowellenhintergrundstrahlung, ein Planck-Spektrum mit der Temperatur T = 2,725 K. Die Fehlerbalken der Datenpunkte sind zu klein, um von einem Bildschirm dargestellt werden zu können, wesentlich größere Fehlerbalken wurden eingefügt um die Messpunkte sichtbar zu machen. Das Maximum liegt bei einer Wellenlänge von ca. 2 mm, was einer Frequenz von ca. 150 GHz entspricht.

Bei den Experimenten von Penzias und Wilson wurde nur auf einer Frequenz gemessen, weshalb in den folgenden Jahren weitere Messungen auf anderen Frequenzen durchgeführt wurden. Dadurch konnte bestätigt werden, dass es sich bei der Strahlung tatsächlich um Schwarzkörperstrahlung handelt. Diese Art der Strahlung hat den typisch glockenförmigen Intensitätsverlauf, der im Bild dargestellt ist. Da die erdgebundenen Beobachtungsmöglichkeiten im Mikrowellenbereich aufgrund der atmosphärischen Absorption eingeschränkt sind, wurde die Satellitenmission COBE ins Leben gerufen.
- Mit hochempfindlichen Mikrowellenempfängern wurde die Rauschspannung auf möglichst vielen Frequenzen aus möglichst vielen Richtungen gemessen.
- Wegen des breiten Frequenzbandes mussten unterschiedliche Antennen und Empfänger eingesetzt werden. Also waren Normierungen und Umrechnungen auf absolute Empfangsleistung erforderlich.
- Ziel war, nur Daten zur schwachen Hintergrundstrahlung zu erhalten. Deshalb musste das Strahlungsverhalten aller bekannten und teilweise sehr intensiven Vordergrundquellen wie Krebsnebel oder andere Supernovaüberreste für alle Frequenzen modelliert und subtrahiert werden.
- Die verbleibenden Messwerte zeigen ein auffallendes Dipolmuster: Das Maximum der Strahlung aus einer ganz bestimmten Richtung (ungefähr entgegengesetzt der momentanen Rotationsrichtung des Sonnensystems in der Milchstraße) ist deutlich blauverschoben, in entgegengesetzter Richtung rotverschoben (Dopplereffekt). Das wird damit erklärt, dass sich unser Sonnensystem mit etwa 369 km/s gegenüber einem Bezugssystem bewegt, in dem die Strahlung isotrop ist.[14]
- Dieses Dipolmuster wird subtrahiert und die mehrfach modifizierten Messwerte wurden als Funktion der Wellenlänge aufgetragen (siehe rechtes Bild).
- Mit der Formel des Planckschen Strahlungsgesetzes wurden Modellkurven für unterschiedliche Temperaturen berechnet und in das gleiche Diagramm eingezeichnet.
- Die Modellkurve für 2,725 K ist diejenige, die (im Sinne der kleinsten Fehlerquadrate) am besten zu den Messpunkten passt.

## Anisotropie

Leistungsspektrum der Temperaturschwankungen der kosmischen Hintergrundstrahlung

Die Temperatur des Mikrowellenhintergrundes ist über den gesamten Himmel sehr gleichförmig (isotrop). Die stärkste Abhängigkeit von der Beobachtungsrichtung beträgt nur etwa 0,1 % und entsteht aufgrund der Bewegung der Milchstraße (und damit der Erde) relativ zum Mikrowellenhintergrund:
- Photonen, die aus der Bewegungsrichtung kommen, sind durch den Dopplereffekt blauverschoben, die Temperatur der Hintergrundstrahlung ist in dieser Richtung erhöht.
- Photonen, die aus der Gegenrichtung kommen, sind entsprechend rotverschoben, die Hintergrundstrahlung erscheint kühler.

Somit ergibt sich eine Dipolanisotropie der Temperaturverteilung. Mit diesem in der Astronomie üblichen Verfahren ist es auch möglich, die Eigenbewegung im Raum gegenüber der Hintergrundstrahlung zu bestimmen.
Die Temperaturschwankungen auf kleineren Winkelskalen können unterteilt werden in:
- primäre Anisotropien: Anisotropien durch Effekte, die zum Zeitpunkt der Entstehung der Strahlung wirkten. Zu den wichtigsten gehören:
  - Der Sachs-Wolfe-Effekt: Strahlung, die aus überdichten Regionen entweicht, erfährt eine Gravitationsrotverschiebung, sodass die Hintergrundstrahlung in der entsprechenden Richtung eine geringfügig niedrigere Temperatur hat; andererseits wird dieser Effekt teilweise dadurch kompensiert, dass die Gravitation zu einer Zeitdilatation führt. Daher stammen die Photonen der dichteren Regionen aus einer geringfügig früheren Zeit, zu der das Universum noch heißer war. Beide Effekte werden gemeinsam durch den Sachs-Wolfe-Effekt beschrieben.[15]
  - Die Dichteschwankungen im frühen Universum führen zu Pekuliargeschwindigkeiten. Das sind Geschwindigkeiten der Materie, die zusätzlich zur Geschwindigkeit der Expansion des Raumes auftreten. Die Elektronen, mit denen die Photonen das letzte Mal streuen, haben also eine von der Dichte abhängige zusätzliche Geschwindigkeitskomponente.[15]
  - Wird in einem kleinen Gebiet die Baryonendichte erhöht (durch baryonische akustische Oszillationen), so werden die Baryonen adiabatisch komprimiert und dadurch heißer. Da die Baryonen mit den Photonen im thermischen Gleichgewicht stehen, werden somit auch die Photonen energiereicher.[15]

- sekundäre Anisotropien: Anisotropien durch Effekte, die erst später auf dem Weg der Photonen durch das Weltall entstanden. Dazu gehören insbesondere:
  - Es gibt im Universum freie Elektronen, an denen die Photonen streuen können. Da die Thomson-Streuung weitgehend isotrop ist, ist die Richtung des Photons nach der Streuung weitgehend unabhängig von seiner Richtung vor der Streuung. Die gestreuten Photonen tragen keine Information über die Fluktuationen des CMB mehr. Dadurch werden die Anisotropien teilweise ausgewaschen.[15]
  - Beim Durchlaufen des Universums durchqueren die Photonen eine Reihe von Potentialtöpfen der Strukturen des Universums (z. B. durch Galaxien, Galaxienhaufen etc.). Dabei erhalten sie immer einmal eine gravitative Blauverschiebung und dann wieder eine Rotverschiebung. Da sich das Gesamtgravitationspotential des Universums im Laufe der Zeit ändert, heben sich die Effekte nicht vollständig auf. Man bezeichnet dies als Integrierten Sachs-Wolfe-Effekt.
  - Außerdem werden die Photonen beim Durchlaufen der Potentialtöpfe abgelenkt. Der Winkel, unter dem wir die Photonen beobachten, entspricht also nicht genau ihrer Position zum Zeitpunkt der Rekombination – dadurch werden die Anisotropien auf kleinen Winkelskalen verschmiert.[15]
  - An den Elektronen des heißen Gases von Galaxienhaufen können Photonen streuen. Durch diese Compton-Streuung steigen Energie und Frequenz der Photonen im Mittel ein wenig. Dadurch wird die Zahl der hochfrequenten Photonen relativ zum Planckspektrum erhöht, während die Zahl der niederfrequenten Photonen abnimmt. Dies nennt man den Sunjajew-Seldowitsch-Effekt.[15]

Die statistischen Eigenschaften der Dichteverteilung zum Zeitpunkt der Rekombination – und somit die primären Anisotropien – lassen sich im Rahmen der relativistischen Kosmologie als Funktion weniger kosmologischer Parameter genau modellieren. Auch die sekundären Anisotropien lassen sich entweder herausrechnen oder bei der Modellierung berücksichtigen. Daher kann man – in Abhängigkeit von den kosmologischen Parametern – Vorhersagen über die Temperaturverteilung machen, insbesondere über das Winkelleistungsspektrum (siehe Abbildung). Vergleicht man dies mit dem gemessenen Winkelleistungsspektrum, so kann man die kosmologischen Parameter bestimmen.
Die Entdeckung dieser schwachen Temperaturschwankungen (ca. 0,001 %) in kleineren Bereichen durch den Satelliten COBE im Jahr 1993 war ein Durchbruch in der Beobachtung des frühen Universums. Die Messung der Stärke dieser Schwankungen machte deutlich, dass die Materie zum Zeitpunkt der Rekombination außerordentlich homogen verteilt war. Weitere Untersuchungen durch bodengebundene Experimente, Ballonteleskope und besonders die Raumsonden WMAP und Planck haben die Stärke dieser Temperaturschwankungen in Abhängigkeit von ihrer Winkelausdehnung am Himmel noch wesentlich besser charakterisiert. Dass die gemessenen Eigenschaften des Mikrowellenhintergrundes gut mit den theoretischen Vorhersagen übereinstimmen, ist ein herausragender Beleg dafür, dass die Urknalltheorie gültig ist. Die Messung der Parameter dieser Theorie favorisiert das Lambda-CDM-Modell.
Von August 2009 bis Februar 2012 vermaß die europäische Raumsonde Planck die Strahlung mit noch dreifach höherer Auflösung, bei besserer Ausblendung von Störstrahlung. Die Temperaturschwankungen gehören zu den zurzeit wichtigsten Messgrößen der Kosmologie und der Theorien zur Bildung von Strukturen im frühen Universum.

## Neue Fragen
Trotz der generell ausgezeichneten Übereinstimmung der gemessenen Eigenschaften des kosmischen Mikrowellenhintergrunds mit den theoretischen Vorhersagen gibt es einige Aspekte in den Daten, die nicht vollständig verstanden sind und zu anhaltenden Diskussionen führten.
So sind einige der niedrigsten Momente in der Winkelverteilung der Temperatur niedriger als vorhergesagt. Die gemessenen Extremwerte der Hintergrundstrahlung verlaufen fast senkrecht zur Ekliptik des Sonnensystems, wobei die Abweichung von der Senkrechten sich im Rahmen der Messungenauigkeiten bewegt. Darüber hinaus gibt es eine deutliche Nord-Süd-Asymmetrie mit einem Maximum im Norden. Dies ist überraschend. Das Standardmodell der Kosmologie kennt keine global ausgezeichnete Raumrichtung. Daher sollte die kosmische Hintergrundstrahlung aus allen Raumrichtungen im Mittel gleich stark ausfallen.
Außerdem gibt es eine CMB Cold Spot genannte Region mit etwa 5° Durchmesser, in der die Temperatur der Hintergrundstrahlung signifikant niedriger ist als der Durchschnitt. Dieser CMB Cold Spot wird meist als Abbild eines besonders großen, besonders leeren Raumbereichs interpretiert. Es wurde versucht, diesen leeren Raumbereich direkt durch eine dreidimensionale Kartierung der in dieser Richtung zu beobachtenden Galaxien nachzuweisen. Dabei kamen unterschiedliche Forschergruppen zu entgegengesetzten Ergebnissen. Eine Studie von 2016 bestätigt in der fraglichen Himmelsregion eine Void. Eine Studie von 2017 kommt dagegen zu dem Schluss, dass es in der Himmelsregion keine mit dem CMB Cold Spot verträgliche räumliche Struktur in der Verteilung der beobachtbaren Galaxien gibt.
Diese bereits in den Ergebnissen der WMAP-Mission sichtbaren Abweichungen von der erwarteten Verteilung der Hintergrundstrahlung wurden durch Messungen mit dem Planck in höherer Auflösung und Genauigkeit bestätigt.
Verschiedene Kollaborationen suchen in der Feinverteilung der gemessenen Hintergrundstrahlung nach Hinweisen auf die Inflation und Gravitationswellen aus der Frühzeit des Universums. Eine erste Meldung auf der Grundlage von Messungen des BICEP2-Detektors sorgte 2014 für Medienaufmerksamkeit. Ein Jahr später kamen die gleichen Autoren jedoch zu dem Schluss, dass sich die Abweichungen von der Isotropie als Folge von Staub der Milchstraße erklären lassen.
2022 wurde die Temperatur der kosmischen Hintergrundstrahlung vor 13 Milliarden Jahren, also 800 Millionen Jahre nach dem Urknall, zu 16 bis 30 Kelvin bestimmt, in Übereinstimmung mit dem kosmischen Standardmodell. Das war die erste Messung der Temperatur der Hintergrundstrahlung für das frühe Universum. Die Werte ergaben sich aus den Beobachtungen der Galaxie HFLS3, einer sog. Starburst-Galaxie mit vielen neuen Sternen, durch das Northern Extended Millimeter Array (Noema). Aus den Absorptionsspektren der Wasserdampfwolken in der Galaxie, die von der Wechselwirkung mit der Hintergrundstrahlung abhingen, ergaben sich die Schranken für die Temperatur der Hintergrundstrahlung.

## Kosmischer Neutrinohintergrund
Neben dem kosmischen Mikrowellenhintergrund gibt es auch einen analogen Neutrinohintergrund. Er hat eine etwas niedrigere Temperatur von ungefähr 1,95 K.

## Gravitationswellenhintergrund
Analog zum kosmischen Mikrowellenhintergrund und Neutrinohintergrund wird, beflügelt durch den Nachweis der Gravitationswellen, zusätzlich ein Gravitationswellenhintergrund (englisch gravitational wave background) vermutet. Erste Hinweise darauf wurden Anfang 2022 veröffentlicht.